# 桃園市楊梅區瑞埔國民小學
桃園市立瑞埔國民小學，簡稱瑞埔國小，位於桃園市楊梅區，成立於西元1928年3月。原本是楊梅國小的分校，於1933年3月獨立名為草湳坡國民學校，後來更名為大和國校，於1952年8月更名為現在的名稱,西元1946年9月1日設立高榮分校,西元1953年8月11日高榮分校獨立,西元1996年11月設立瑞梅分校,西元1970年8月瑞梅分校獨立

## 周圍設施
- 埔心車站
- 桃園市私立治平高級中學
- 埔心公園

## 外部連結
- 桃園市立瑞埔國民小學 （页面存档备份，存于）